# Andrés Torres

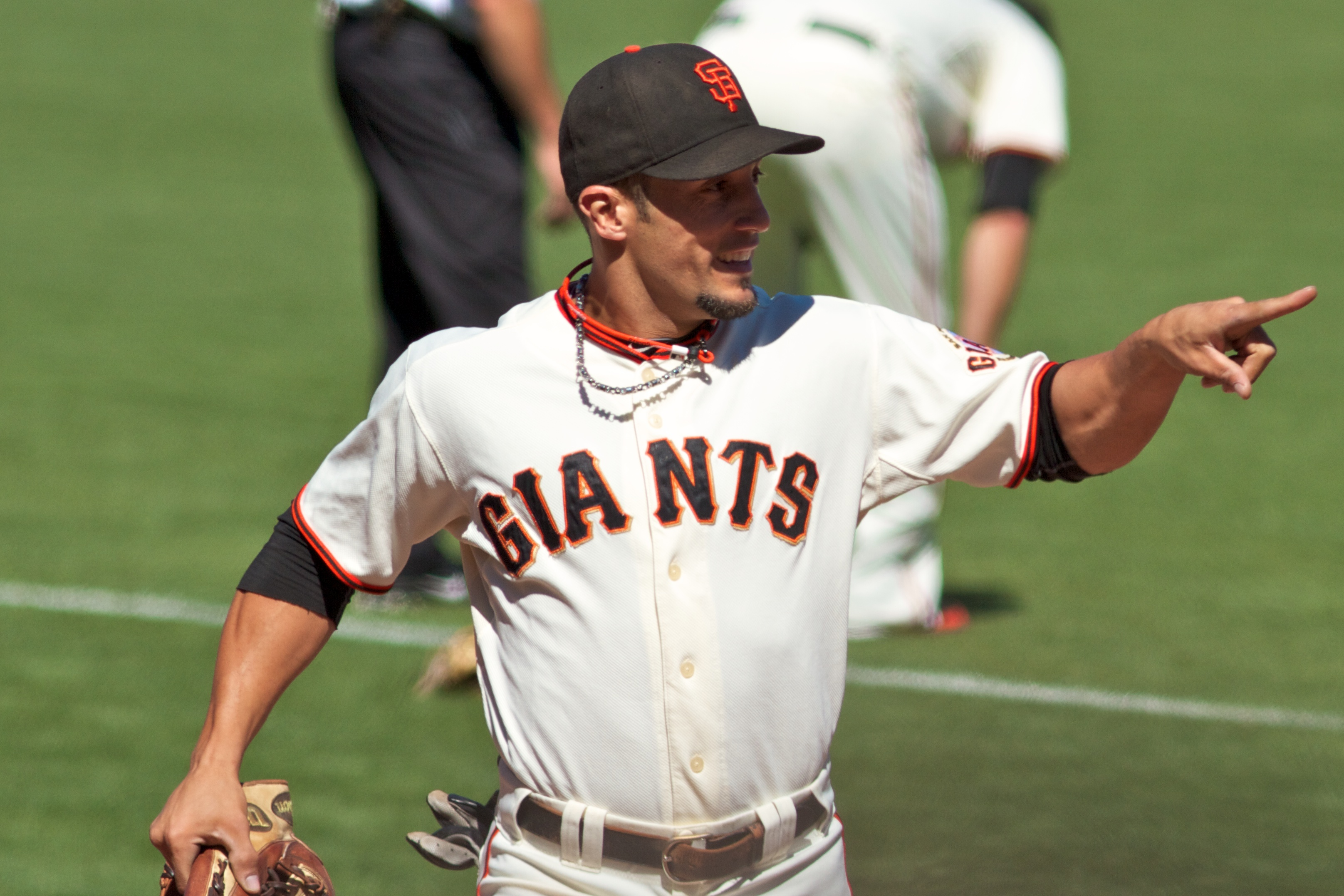

Andrés Torres é um jogador profissional de beisebol estadunidense.

## Carreira
Andrés Torres foi campeão da World Series 2010 jogando pelo San Francisco Giants.